# تشارلز أو. بيري
تشارلز أو. بيري (بالإنجليزية: Charles O. Perry)‏ هو نحات أمريكي، ولد في 18 أكتوبر 1929 في هيلينا في الولايات المتحدة، وتوفي في 8 فبراير 2011.